# Урожка
Урожка (устар. Урож) — река в России, протекает по Комсомольскому району Ивановской области. Устье реки находится в 175 км по левому берегу реки Уводи, в 1 км юго-восточнее села Писцово. Длина реки составляет 12 км.
Вдоль русла реки находятся населённые пункты (от устья к истоку): Никулино, Путилова Гора, Чудь, Подболотье.

## Данные водного реестра
По данным государственного водного реестра России относится к Окскому бассейновому округу, водохозяйственный участок реки — Уводь от истока и до устья, речной подбассейн реки — Бассейны притоков Оки от Мокши до впадения в Волгу. Речной бассейн реки — Ока.
Код объекта в государственном водном реестре — 09010301012110000032987.